# Pilea nana
Pilea nana är en nässelväxtart som beskrevs av Frederik Michael Liebmann. Pilea nana ingår i släktet pileor, och familjen nässelväxter. Inga underarter finns listade i Catalogue of Life.